# Hans-Winfried Jüngling
Hans-Winfried ("Winni") Jüngling SJ (* 12. Juli 1938 in Breslau; † 4. Oktober 2018 in Frankfurt am Main) war ein deutscher Jesuit und Theologe.

## Leben
Hans-Winfried Jüngling war das zweite Kind des Ingenieurs Johannes Jüngling und seiner Frau Maria geb. Hübscher. Er hatte eine ältere Schwester, Christa-Maria. 1945 wurde sein Vater zum Volkssturm rekrutiert und fiel bei der Verteidigung von Breslau. 1946 wurde seine Mutter mit den beiden Kindern in das niedersächsische Freden an der Leine umgesiedelt. Hans-Winfried Jüngling besuchte dort die Grundschule und wurde dann Internatsschüler im Collegium Georgianum, dem Bischöflichen Gymnasialkonvikt in Duderstadt. 
Nach seinem Abitur am 14. April 1958 trat er der Gesellschaft Jesu bei und absolvierte sein Noviziat in der Deutschen Ostprovinz auf dem Jakobsberg in Bingen am Rhein. Zwischen 1960 und 1963 absolvierte er philosophische Studien am Berchmanskolleg in Pullach bei München. Nach dem Magisterium in Berlin studierte er von 1964 bis 1968 Theologie an der Philosophisch-Theologischen Hochschule Sankt Georgen. Am 29. Juli 1967 empfing er die Priesterweihe im Kaiserdom St. Bartholomäus in Frankfurt am Main. Am Päpstlichen Bibelinstitut in Rom erlernte er Biblisches Hebräisch und absolvierte ein Lizentiat in Bibelwissenschaften. Nach einem zusätzlichen orientalistischen Studium wurde er am 18. Februar 1977 in Rom zum Doktor der Bibelwissenschaften (Dr. in re biblica) promoviert. Seine Dissertation „Richter 19 - ein Plädoyer für das Königtum. Stilistische Analyse der Tendenzerzählung Ri 19,1-30a; 21, 25“ wurde als Band 84 der Reihe Analecta Biblica 1981 in Rom veröffentlicht. 
Bereits seit 1976 war Jüngling Lehrbeauftragter für die Exegese des Alten Testaments in St. Georgen. An der Hochschule Sankt Georgen habilitierte er sich 1983. 1985 wurde er zum Professor für Exegese des Alten Testaments in St. Georgen berufen. Von 1998 bis 2000 war er Prorektor der Hochschule. Jüngling forschte am Päpstlichen Bibelinstitut in Jerusalem (1979/80 und 1986/87) und hatte mehrere Gastprofessuren am Päpstlichen Bibelinstitut in Rom inne. 2006 wurde er emeritiert.
Er war bis zu seinem Tode Vorsitzender des Vorstandes der Stiftung Hochschule Sankt Georgen.

## Wirken
Hauptlehr- und Forschungsgebiet waren alle Gattungen alttestamentlicher Bücher, vom Pentateuch über die Propheten und Psalmen bis zu Ijob, dem Buch der Sprichwörter und Jesus Sirach. Er engagierte sich für eine gendergerechte Sprache und die Überwindung antijudaischer Vorurteile in Exegese und Theologie. Er war Mitglied im Leitungsgremium für die Revision der Einheitsübersetzung der Heiligen Schrift (2006–2016).
Hans-Winfried Jüngling engagierte sich für zahlreiche Sozialprojekte im Heiligen Land. 2002 wurde er von Kardinal-Großmeister Carlo Furno zum Ritter des Ritterordens vom Heiligen Grab zu Jerusalem ernannt und am 5. Oktober 2002 in Görlitz durch Bischof Anton Schlembach, Großprior der deutschen Statthalterei, investiert. Er war Offizier des Ordens und von 2002 bis 2017 Prior der Komturei Pater Maximilian Kolbe in Frankfurt am Main.

## Ehrungen
- Melanie Peetz, Sandra Huebenthal: Ästhetik, sinnlicher Genuss und gute Manieren. Ein biblisches Menü in 25 Gängen, Festschrift für Hans-Winfried Jüngling SJ zum 80. Geburtstag, Peter Lang Verlag 2018, ISBN 978-3-631-74939-5

## Schriften
- Der Tod der Götter, Katholisches Bibelwerk, Stuttgart 1969
- Ich bin Gott – keiner sonst. Annäherung an das Alte Testament, Echter, Würzburg 1981
- Richter 19 – Ein Plädoyer für das Königtum. Stilistische Analyse der Tendenzerzählung Ri 19,1-30a, 21, 25 (= Analecta Biblica, Investigationes Scientificae in Res Biblicas, Volume 84)
- Georg Braulik (Autor), Georg Hentschel (Autor), Hans-Winfried Jüngling (Autor), Ernst Haag (Hrsg.): Gott, der Einzige. Zur Entstehung des Monotheismus in Israel, Herder Verlag, Freiburg 1994, ISBN 3451021048
- Zehn Predigten (Band 4 von Sankt Georgener Predigten), Philosophisch-Theologische Hochschule Sankt Georgen, Frankfurt 1994
- Josef Hainz (Autor), Hans-Winfried Jüngling (Autor), Reinhold Sebott (Autor): Den Armen eine frohe Botschaft.'. Festschrift zum 65. Geburtstag für Franz Kamphaus, Knecht, Frankfurt 1997, ISBN 3782007514
- Georg Braulik (Autor), Hans-Winfried Jüngling (Autor), Silvia Schroer (Autor), Marie-Theres Wacker (Hrsg.), Erich Zenger (Hrsg.): Der eine Gott und die Göttin, Herder Verlag, Freiburg 1997, ISBN 3451021358
- Heinz-Josef Fabry (Autor), Hans-Winfried Jüngling (Autor): Levitikus als Buch, Philo Verlag, Berlin 1999, ISBN 3865721133
- Hans-Winfried Jüngling, Ruth Scoralick: Sprichwörter (= Herders theologischer Kommentar zum Alten Testament, Bd. 28), Herder Verlag, Freiburg 2004, ISBN 3451268280
- Christoph Dohmen (Autor), Hans-Winfried Jüngling (Autor): Neuer Stuttgarter Kommentar, Altes Testament. Bd. 17: Das Buch Sirach, Katholisches Bibelwerk, Stuttgart 2006, ISBN 3460071710
- Hans-Winfried Jüngling (Hrsg.), Christoph Körner (Hrsg.): „… denn das ist der ganze Mensch“: Die Textrollen der jüdischen Feste: Kohelet, Ester, Hoheslied, Rut, Klagelieder, Katholisches Bibelwerk, Stuttgart 2012, ISBN 346003274X